# Močedník
Močedník je malá vesnice a část obce Vitice v okrese Kolín. Nachází se v katastrálním území Chotýš.

## Název
Místní jméno Močedník vykládá Antonín Profous na základě historických dokladů (1295 Mochidlnicz, 1388 Moczidlnik) z původní podoby Močidlník (tj. asi 'močidlný les, dvůr'), která vznikla zpodstatňující příponou -ík z přídavného jména močidlný. To je odvozeno z podstatného jména močidlo (louže, kaluž). Časem zaniklo pro usnadnění výslovnosti -l- ze souhláskové skupiny -dln- a samohláska -i- se změnila v -e-.

## Historie
První písemná zmínka o vesnici pochází z roku 1295.